# پیچده (نور)
پیچده (نور)، روستایی از توابع بخش بلده شهرستان نور در استان مازندران ایران است.

## جمعیت
این روستا در دهستان اوزرود قرار دارد و براساس سرشماری مرکز آمار ایران در سال ۱۳۸۵، جمعیت آن ۱۶ نفر (۷خانوار) بوده‌است. مردم این روستا به زبان مازندرانی صحبت میکنند.